# John Duttine
John Arthur Duttine (* 15. März 1949 in Barnsley, South Yorkshire, England) ist ein britischer Film- und Theaterschauspieler.

## Leben
John Duttine erblickte als jüngster von fünf Söhnen von Josef und Edith Duttine in Barnsley das Licht der Welt; sein Vater starb bereits, als John erst fünf Jahre alt war. Bereits in seiner Jugend wusste er, dass er Schauspieler werden wollte, so dass er nach seinem Abschluss an der Buttershaw Comprehensive School Schauspiel am Drama Centre in London studierte. Von 1970 bis 1973 war er danach Mitglied der Watford Repertory Company.
Duttines Karriere beim Film begann im Jahr 1973, als Hauptdarsteller des vierteiligen Filmdramas A Pin to See the Peepshow, an der Seite von Francesca Annis und Bernard Hepton. Sein Wirken war danach meist auf britische Fernsehserien und Fernsehfilme begrenzt. Auch wurde er, im Vergleich zu anderen britischen Schauspielern weder für Hollywood-Produktionen gebucht, noch wurde Duttine im übrigen Europa übermäßig bekannt. Sein nachhaltig erfolgreichster Film war die 1977 produzierte Bibelverfilmung Jesus von Nazareth von Regisseur Franco Zeffirelli, in der Duttine den Apostel Johannes verkörperte. Ein weiterer Film, in welchem Duttine zu sehen war, war der 1982 produzierte Actionfilm Das Kommando.
Heute ist Duttine ein gefragter britischer Fernseh- und Theaterschauspieler, der auch für Werbespots und Filmdokumentationen seine Stimme zur Verfügung stellt. Gleichzeitig setzt er sich auch für politische Belange ein, ist Mitglied der Umweltschutzorganisation Greenpeace und engagiert sich in der Campaign for Nuclear Disarmament.
Lange Zeit führte Duttine ein Singeldasein, der aus einer Beziehung mit der Britin Carolyn Hutchinson sein einziges Kind, den 1981 geborenen Sohn Oscar James hat. Nachdem Duttine sich von seiner Lebensgefährtin Anfang der 1990er Jahre getrennt hatte, lernte er 1992 die Schauspielerin Mel Martin kennen, mit der er seit 1998 auch verheiratet ist.

## Filmografie (Auswahl)
- 1973: A Pin to See the Peepshow (Fernsehserie, 3 Folgen)
- 1977: Jesus von Nazareth (Jesus of Nazareth, Fernseh-Miniserie)
- 1978: People Like Us (Fernsehserie, 12 Folgen)
- 1978: Wuthering Heights (Fernseh-Miniserie)
- 1980–1981: To Serve Them All My Days (Fernsehserie, 13 Folgen)
- 1982: Das Kommando (Who Dares Wins)
- 1984–1985: Lame Ducks (Fernsehserie, 12 Folgen)
- 1992–2009: Heartbeat (Fernsehserie, 106 Folgen)
- 1993: Der Falke des Schreckens (The Hawk)
- 1993–2003: Casualty (Fernsehserie, 4 Folgen)
- 1994–1995: Ain’t Misbehavin (Fernsehserie, 12 Folgen)
- 1995–1996: Out of the Blue (Fernsehserie, 12 Folgen)
- 1999: Inspector Barnaby (Midsomer Murders; Fernsehserie, Folge Blood Will Out)
- 2002: EastEnders (Fernsehserie, 4 Folgen)
- 2003: Inspector Lynley (The Inspector Lynley Mysteries, Fernsehserie, 1 Folge)
- 2006: Jane Hall (Fernseh-Miniserie)
- 2012: Vera – Ein ganz spezieller Fall (Vera; Fernsehserie, Folge Sandancers)
- 2013: The Paradise (Fernsehserie, 1 Folge)
- 2015: WPC 56 (Fernsehserie, 5 Folgen)
- 2016: Paranoid (Fernsehserie, 5 Folgen)